# Maison de Haynin
Ne doit pas être confondu avec Maison de Hénin-Liétard.
Pour l’article ayant un titre homophone, voir Henin.
La Maison de Haynin est une ancienne et illustre famille noble du comté de Hainaut, qui a pour origine Étienne de Denain, vivant en 1205, qui, après son mariage avec Rose de Mons, dame de Haynin, prit le nom de cette terre. Elle donna de nombreuses branches.
En 1774, François-Alexandre Aubert de La Chenaye-Desbois écrit que la famille de Haynin « ne subsiste plus que dans deux branches, à savoir celle des seigneurs de Wambrechies qui est l'aînée et celle des seigneurs du Cornet qui est la cadette ».
Nicolas Viton de Saint-Allais écrit en 1840 que la maison de Haynin « s’est éteinte dans les deux branches de Wambrechies, qui était l’ainée, et dans celle des seigneurs du Cornet, qui était la cadette ».
En 1857, Félix-Victor Goethals donne une généalogie de la famille de Haynin (résumée dans cet article), dans laquelle il lui rattache un rameau, issu de la branche cadette du Cornet, qu'il nomme Hennin de Boussu, qui sera notamment à l'origine de la famille de Hennin de Boussu Walcourt et de la famille des de Haynin de Bry.
Des généalogistes contemporains, comme Pierre Sage ou Thierry de Hennin de Boussu Walcourt tentent de confirmer dans leurs travaux le rattachement de la famille de Hennin de Boussu Walcourt à la maison de Haynin. D'autres généalogistes contemporains, comme Frédéric Collon, Jean-François Houtart ou encore le collectif de généalogistes Blaise d'Ostende-à-Arlon, émettent des réserves ou rejettent ce rattachement.

## Origine
Selon La Chenaye-Desbois, une ancienne tradition de cette maison est de tirer son nom de la Hayne, rivière près de Mons, et d'être cadette des anciens seigneurs de Denain.
Félix-Victor Goethals écrit que la maison de Haynin doit son nom à la seigneurie de Haynin, près de Saint-Ghislain en Hainaut, et que la similitude des armories a fait supposer que les seigneurs de Haynin appartenaient à une branche cadette des seigneurs de Denain,

## Généalogie
Les différents auteurs anciens ou plus récents, ne s'accordent pas complètement sur les premières générations de la maison de Haynin, mais sans en écarter des erreurs, on peut en ressortir les premiers degrés suivants,,,,, :

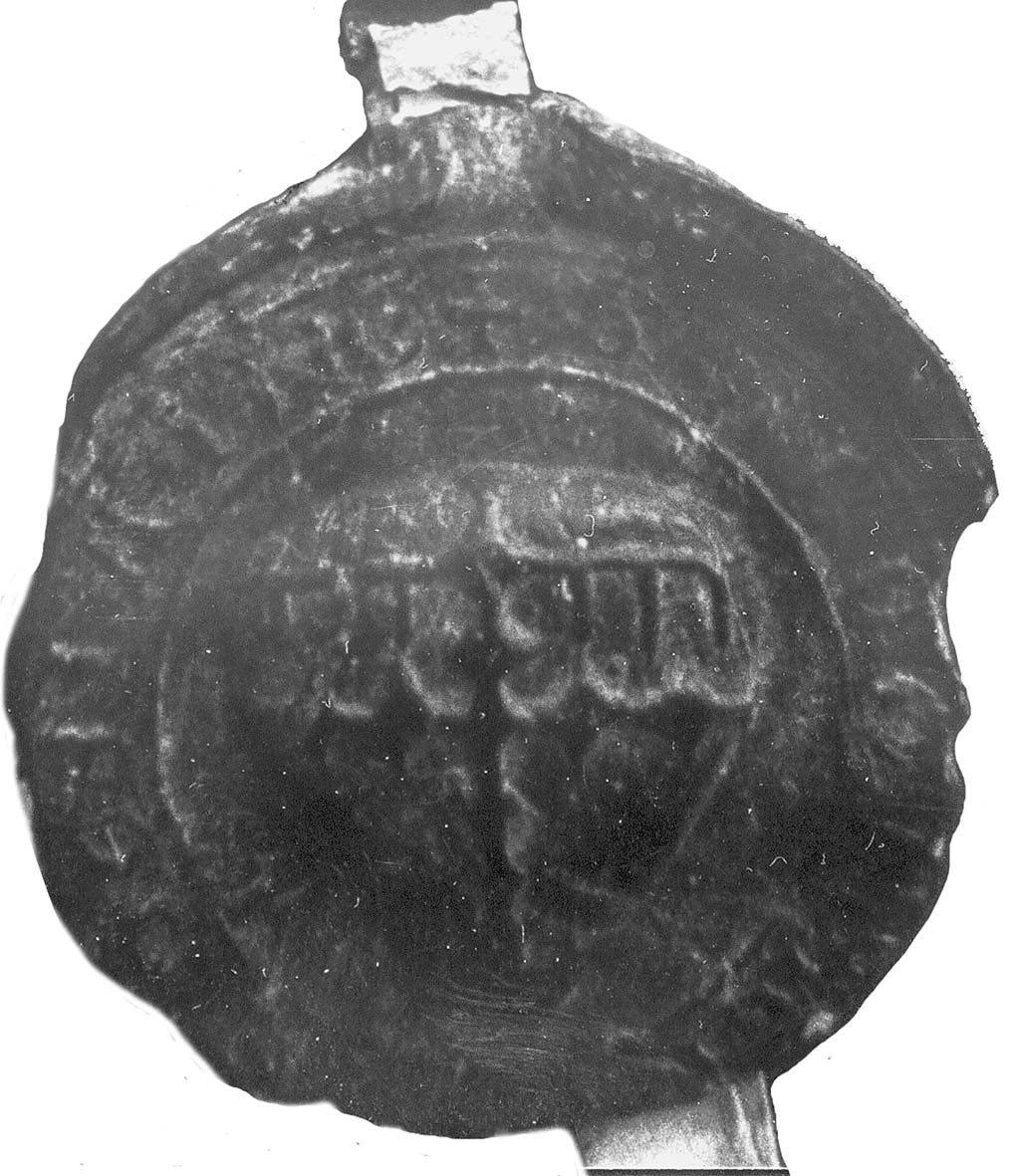
Sceau de Brognart de Denain en juin 1229

1. Étienne dit Makrelus de Denain, chevalier de Bauduin V de Hainaut en 1172, vivant en 1205, épousa en 1178, Rose de Mons, dame de la seigneurie de Haynin, fille de Gossuin de Mons, premier pair du Hainaut et de Béatrix de Rumigny. Il prit le nom de la terre de Haynin, dont son épouse était héritière et conserva les armes de Denain. Dont : Watier qui suit,
2. Watier (Waltier) de Denain, seigneur de Quinchy en 1213, seigneur de Haynin, mort en 1260, tué par les Français, inhumé en l’église d’Obies, marié à Jossine de Rumigny, dame d’Obies, morte en 1280. Dont : Jean qui suit,
3. Jean (Gossuin) dit Brognard de Haynin, seigneur de Haynin, vivant en 1260. Marié à Marie Desmaret dame d’Amfroipret. Dont : Wauthier qui suit,
4. Wauthier (Wathier, Waltier, Gossuin) dit Brognard de Haynin, seigneur de Haynin, seigneur de Quinchy, grand bailli du Hainaut en 1305 et en 1313, mort le 13 octobre 1319, il fut inhumé dans l’église de Hainin. Il épousa Elisabeth (Isabeau) de Bousies. Dont : Étienne qui suit,
5. Étienne dit Brognard de Haynin, seigneur de Haynin et 1er seigneur d’Amfroipret[13]. Il obtint en 1318, le droit de seigneurie dans toute l’étendue de Saint-Amand. Il épousa Marie du Breucq, dame dudit lieu. D’où deux fils :

- Jean de Haynin, seigneur de Haynin et 2e seigneur d’Amfroipret[14], marié à Marie de Pottes, auteur de la branche ainée d’Amfroipret et de Wambrechies,
- Aubert de Haynin, marié à Marguerite de Rosimbos, auteur de la branche cadette du Cornet.

## Branches
Jean de Haynin, qui continua les seigneur d'Amfroipret, et son frère Aubert de Haynin, auteur de la branche des seigneurs du Cornet et de Warrans, furent les auteurs de deux grandes branches principales, qui donnèrent de nombreux rameaux.
Félix-Victor Goethals donne pour la famille de Haynin, une généalogie des différentes branches et rameaux suivants, qui ne fait pas consensus auprès des généalogistes contemporains cités plus haut, ni avec la généalogie donnée en 1774 par François-Alexandre Aubert de La Chenaye-Desbois, ni avec la généalogie donnée en 1840 par Nicolas Viton de Saint-Allais, ni aussi avec la notice généalogique sur la famille de Haynin publiée en 1952 dans le Grand Armorial de France, rédigée à partir des preuves du cabinet d'Hozier, citant les familles confirmées dans leur noblesse entre 1660 et 1830.

### Branche ainée d'Amfroipret et de Wambrechies
Cette branche ainée a pour auteur Jean dit Brougnart de Haynin, seigneur de Haynin et deuxième seigneur d'Amfroipret, fils ainé d'Étienne dit Brognard de Haynin, seigneur de Haynin et premier seigneur d’Amfroipret, et de Marie du Breucq. Il épousa Marie de Pottes.
De la branche ainée d'Amfroipret et de Wambrechies, sont issues les rameaux suivants :
- Rameau des seigneurs de Haynin et d'Amfroipret[16],
  - Rameau des seigneurs de Gussignies[17],
  - Rameau des seigneurs du Breucq[18],
    - Rameau des seigneurs du Maisnil[19],

  - Rameau des seigneurs de Haynin et de Wambrechies[20],
    - Rameau des barons d'Hamelincourt[21],

  - Rameau des seigneurs de Louvignies[22],
  - Rameau de l'Est valenciennois[7] (non mentionné par Goethals).

Rameau des seigneurs de Haynin et d'Amfroipret
Ce rameau, à l'origine de tous les autres rameaux de la branche ainée d'Amfroipret et de Wambrechies, commence par Jean dit Brougnart de Haynin, seigneur de Haynin et deuxième seigneur d'Amfroipret, marié à Marie de Pottes.
Nicolas Viton de Saint-Allais attribut à Jean dit Brougnart de Haynin le gisant de l'église du Grand-Wargny. Félix-Victor Goethals attribut ce gisant à Jehan Bastard de Haynin. Pierre Sage attribut ce gisant à Jehan Bastard de Hainaut.
Ce rameau finit avec Jacques de Haynin seigneur d'Amfroipret, fils puîné de Claude de Haynin, seigneur d'Amfroipret, Gussignies, Bettrechies et de Jacqueline de Carondelet. Il épousa Françoise de la Pierre, fille de Robert, seigneur de Bousies. Leur fille Hélène de Haynin dame d'Amfroipret épousa Pierre-Philippe du Chasteler, seigneur de Relegen.
Rameau des seigneurs de Gussignies
Ce rameau, issu de celui des seigneurs de Haynin et d'Amfroipret, a pour auteur Charles de Haynin seigneur de Gussignies, guidon d'ordonnance du comte de Berlaymont, fils puîné de Claude de Haynin, seigneur d'Amfroipret, Gussignies, Bettrechies et de Jacqueline de Carondelet. Il épousa Louise de Ruelin dame d'Eth.
Il n'eut que deux enfants : Antoine, sans postérité connue et Anne mariée en 1626 à Jacques de Haynin seigneur du Cornet, gouverneur de Landrecies.
Rameau des seigneurs du Breucq
Ce rameau, issu de celui des seigneurs de Haynin et d'Amfroipret, a pour auteur Ghislain de Haynin, chevalier, seigneur du Breucq, fils de François de Haynin, seigneur d'Amfroipret, de Gussignies et du Breucq et d'Antoinette de Terremonde. Il épousa Marguerite Domissent.
Il finit avec Henri de Haynin, vicomte du Breucq et de Seclin, gentilhomme de la maison de l'Archiduc Albert. Il épousa en 1633 Anne de Gruutere, dont il n'eut que des filles.
Rameau des seigneurs du Maisnil
Ce rameau est issu de celui des seigneurs du Breucq. Il a pour auteur Jean-Charles de Haynin, chevalier, seigneur du Maisnil, mayeur de Saint-Omer, fils cadet de François de Haynin, seigneur du Breucq et de Françoise le Sauvaige.
Il finit avec Henri-Philippe de Haynin, seigneur du Maisnil et de Watinnes, marié à Anne-Eléonore de Berghes dont il n'eut que des filles.
Rameau des seigneurs de Haynin et de Wambrechies
Ce rameau, issu de celui des seigneurs de Haynin et d'Amfroipret, a pour auteur Jean de Haynin, seigneur de Haynin et de Wambrechies, fils de Philippe de Haynin, seigneur de Haynin (†1538), maître d'hôtel de l'archiduc Philippe d'Autriche, et de Claire de Croix, dame de Wambrechies. Il épousa Anne d'Ongnies.
Il finit avec Louis-François de Haynin, baron de Haynin, seigneur d'Amfroipret, né à Lille en 1700, qui de son mariage en 1737 avec Marie-Ignace de Widebien, n'eut qu'une fille, née en 1741.
Rameau des barons d'Hamelincourt
Ce rameau, issu de celui des seigneurs de Haynin et de Wambrechies, a pour auteur François de Haynin, seigneur de Haynin de Wambrechies, baron d'Hamelincourt († 1620), fils de Philippe de Haynin, seigneur de Haynin et de Wambrechies(† 1620) et de Jeanne de Douvrin, dame d'Hamelincourt. Il épousa en 1610 Florence-Marie d'Estourmel-Creton.
Il finit avec Philippe-Charles de Haynin, baron de Haynin, mort à Lille en 1709, sans postérité.
Rameau des seigneurs de Louvignies
Ce rameau, issu de celui des seigneurs de Haynin et d'Amfroipret, a pour auteur Ghislain de Haynin, seigneur de Louvignies, né au château de Haynin en 1474, fils cadet de Jean dit Brougnard, seigneur de Haynin et de Marie de Roisin. Il épousa Jeanne de Hun.
Il finit avec lui. Il eut deux fils sans postérité et des filles dont Jeanne de Haynin, dame de Louvignies, panetière héréditaire du Hainaut, mort en 1556, qui épousa Jean-Baptiste de Ferrare.

### Rameau de l'Est valenciennois
Armes
Selon Casimir de Sars de Solmont : 

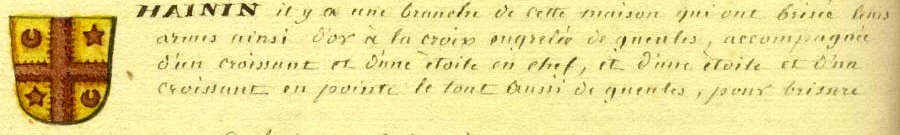
Armes des de Haynin de l'Est valenciennois

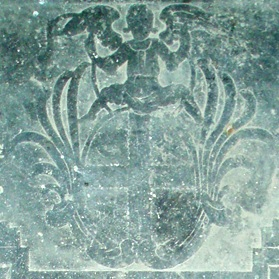
Armes de David de Haynin sur sa tombe

« Il y a une branche de cette maison qui ont brisé leurs armes ainsi d'or à la croix engrêlée de gueules, accompagnée d'un croissant et d'une étoile en chef, et d'une étoile et d'un croissant en pointe le tout aussi de gueules, pour brisure. ».
Première génération
Pierre Sage a relevé ces armes dans l'église d'Estreux, sur la tombe de David de Haynin, décédé le 6 mars 1697, époux de Barbe Demoutier, décédée le 17 septembre 1712.
Deuxième génération
Le chanoine Leridan, dans l'épigraphie de Valenciennes, a relevé ces armes dans l'église Saint-Géry de Valenciennes : « 1711-1719 - Petite nef à droite, pierre blanche. Armes : Haynin : croix engrêlée canton née de 2 croissants (aux 1 et 4) et de 2 étoiles (aux 2 et 3). ». 
Jean Henry de Haynin est décédé le 22 septembre 1719 à Valenciennes Saint-Géry, à l’âge de 67 ans, veuf de Jenne Durieux. Jenne Durieux est décédée le 21 février 1711 à Valenciennes Saint-Géry, à l’âge de 63 ans, épouse de Jean Henry de Haynin.  

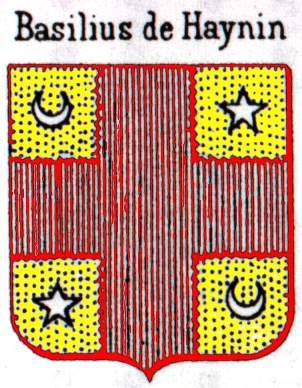

Jean Henry de Haynin, né le 30 octobre 1652 à Valenciennes Saint-Nicolas, est le fils aîné de David de Haynin et de Barbe Desmoutiers.
Le chanoine Van Drivel, dans le nécrologue de l'Abbaye Saint-Vaast, a relevé ces armes, brisées d'argent et non de gueules. Ces armes sont attribuées à Basile de Haynin (Basile est le nom en religion de Laurent Cornil de Haynin), né le 14 septembre 1657 à Valenciennes Saint-Vaast, fils cadet de David de Haynin et de Barbe Desmoutier. 
Troisième génération
David Joseph de Haynin, bailli de Roeulx, appose son sceau sur un document en date du 2 juin 1736. 

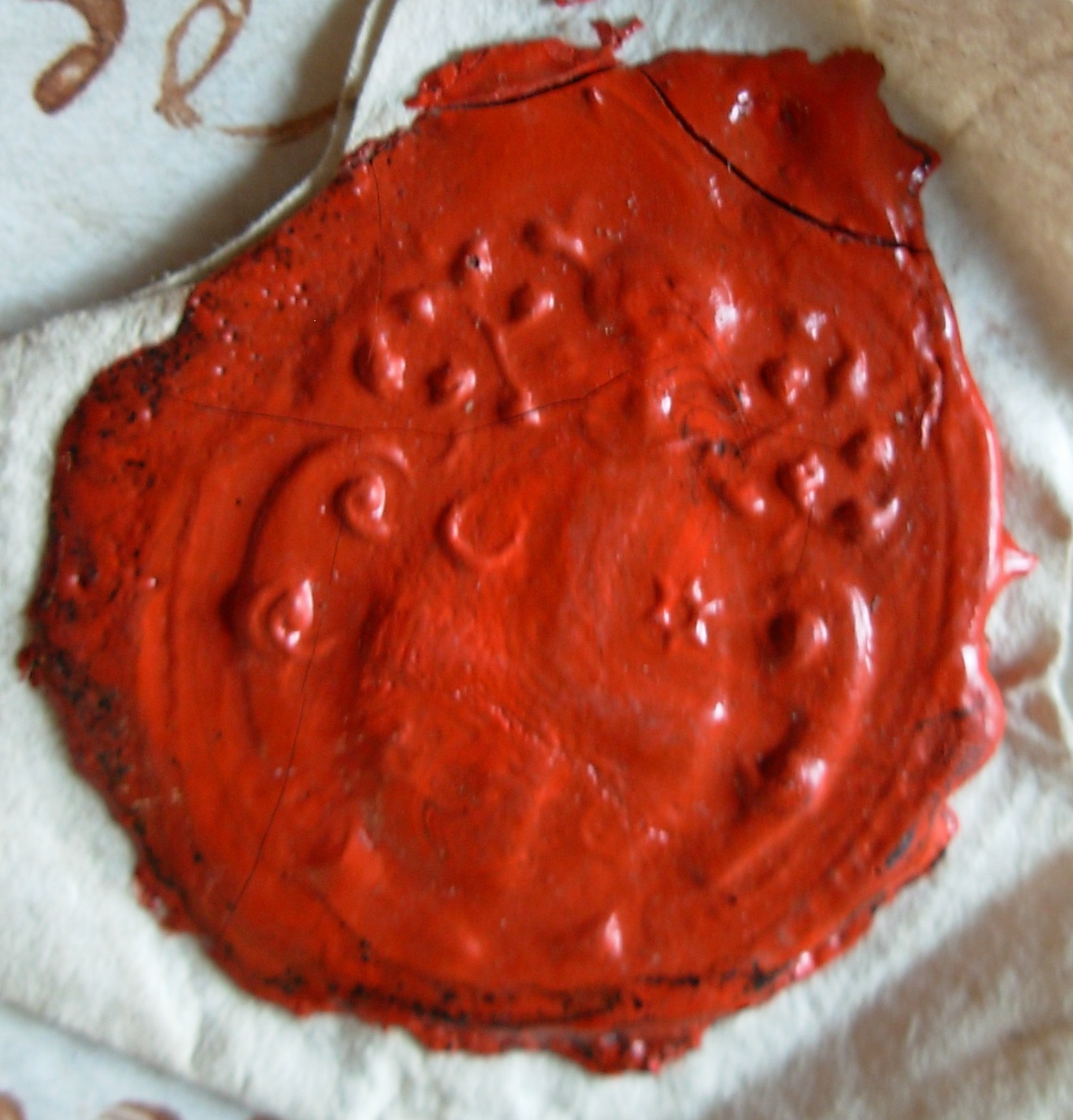
Sceau de David Joseph Dehaynin

David Joseph de Haynin porte « une croix engrêlée accompagnée d’un croissant et d’une molette à six raies en chef et d’une molette à six raies et d’un croissant en pointe ».
David Joseph de Haynin est le fils de Jean Henry et de Jenne Durieux, né le 2 octobre 1679 à Valenciennes Saint-Nicolas.
Appartenance à la noblesse
Sur le sceau de David Joseph de Haynin en date du 2 juin 1736, ses armoiries blasonnent un heaume ouvert, orienté à dextre, indiquant un nouvel anobli.
David Joseph de Haynin, âgé de 60 ans ou environ et échevin de la ville de Valenciennes, est qualifié de « Monsieur », dans l'acte de son décès le 27 février 1741 à Valenciennes Saint-Nicolas.
David Joseph de Haynin, licencié-es-lois, ancien juré, échevin de la ville de Valenciennes, bailli de Sebourg, Villerspols et Maresches, est qualifié de « Monsieur », et son épouse de « Mademoiselle », dans l'acte de décès de son épouse, Marie Madeleine Pedecoeur, le 3 décembre 1732 à Valenciennes Notre-Dame-de-la-Chaussée.
David de Haynin, Jean Henry de Haynin et David Joseph de Haynin ne sont pas mentionnés dans l’Armorial général de France dressé par Charles d’Hozier, en vertu de l'édit de 1696.
David Joseph de Haynin n'est pas mentionné dans la notice généalogique sur la famille de Haynin publiée en 1952 dans le Grand Armorial de France, rédigée à partir des preuves du cabinet d'Hozier, citant les familles confirmées dans leur noblesse entre 1660 et 1830.
Rattachement à la maison de Haynin
Pierre Sage rattache ce rameau à Jehan Bastart de Haynin (rameau des seigneurs de Haynin et d'Amfroipret).

### Branche cadette du Cornet
Cette branche cadette a pour auteur Aubert de Haynin, fils puîné d'Étienne dit Brognard de Haynin, seigneur de Haynin et d’Amfroipret et de Marie du Breucq. Il épousa Marguerite de Rosimbos.
De la branche cadette du Cornet, sont issues les rameaux suivants :
- Rameau des seigneurs du Cornet et de Frémicourt[19],
  - Rameau des seigneurs de Legyes[45],
    - Rameau des seigneurs de la Vallée et de Wavrans[46],
      - Rameau des seigneurs de Doncq[47],

    - Rameau des seigneurs de Warlaing et de Quérénaing[47],
      - Rameau des seigneurs du Fayt[48],
        - Rameau des seigneurs de Corionville[49],

      - Rameau des seigneurs de Talma[50],
      - Rameau des seigneurs de Calbreucq[51],
        - Rameau des seigneurs d'Aire[52],
        - Rameau des seigneurs de Pretz[52],
        - Rameau des seigneurs de la Haye[53],
          - Rameau des seigneurs de Martinchamps[54],

    - Rameau de Valenciennes[55],
    - Rameau Hennin de Boussu[56].

Rameau des seigneurs du Cornet et de Frémicourt
Ce rameau, à l'origine de tous les autres rameaux de la branche cadette du Cornet, commence par :
1. Aubert de Haynin, marié à Marguerite de Rosimbos[19]. Dont : Antoine qui suit,
2. Antoine de Haynin, époux de Marie Lannoy[57]. Dont : Marc qui suit,
3. Marc de Haynin, seigneur de Frémicourt, décédé en 1403, qui épousa par contrat du 9 janvier 1377, Ide de Gouy[57]. Dont : Innocent qui suit,
4. Innocent de Haynin, seigneur du Cornet et de Frémicourt, décédé en 1450, époux de Jeanne de Godry[45].

Il finit avec Ernest-Charles-André de Haynin, chevalier, seigneur du Cornet et de Cerfontaines, mort au château de Cerfontaines le 4 mai 1706. De son mariage en 1697 avec Catherine de Lardenois de Ville, il n'eut que des filles.
Rameau des seigneurs de Legyes

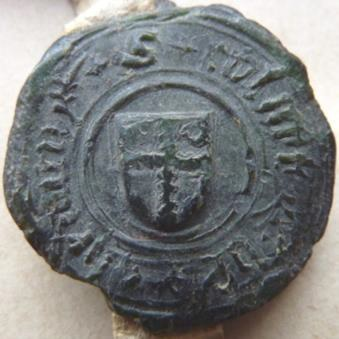
Sceau de Colart de Hennin

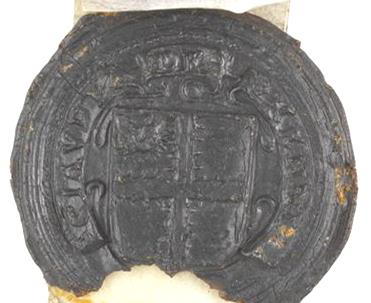
Sceau de Claude de Hennin

Ce rameau, issu de celui des seigneurs du Cornet et de Frémicourt, a pour auteur Colard de Hennin, mort à Cambrai en 1507, fils puîné d'Innocent de Haynin, seigneur du Cornet et de Frémicourt et de Jeanne de Godry.
Il finit en 1627 avec Philippe de Hennin, seigneur du Legyes, bourgmestre de la ville de Malines.
Félix-Victor Goethals écrit qu'Antoine de Hennin fils d'Alard (fils de Colard de Hennin) et de Jeanne de Godrie n'a pas eu de descendance.
Jean de Pitpan de Montauban (1581-1641), selon un manuscrit du XVIIe siècle conservé à la bibliothèque municipale de Cambrai, Thierry de Hennin de Boussu Walcourt, dans son ouvrage : Les origines et l'ascendance de la maison de Hennin de Boussu Walcourt, et Pierre Sage, dans un article publié dans le Bulletin de l'Association Généalogique et Historique Flandre-Hainaut, no 133 de mars 2017, donne à Antoine de Hennin, fils d'Allart et de Jeanne de Godrie, une épouse, Michelle Le Hubert, et la même descendance.
Rameau des seigneurs de la Vallée et de Wavrans
Ce rameau, issu de celui des seigneurs de Legyes, a pour auteur philippe de Haynin, seigneur de la vallée et de Wavrans, fils cadet de Mathieu de Haynin, seigneur de la Cocquerie et de la Tour et de Marie de lesplucq, dame de Legye. Il épousa Jeanne de Herlin, dame de la Vallée.
Il finit avec Philippe-François de Haynin, seigneur de la Vallée, de Wavrans et de Portingal, marié en 1646 avec Marie-Philipotte de Haynin, fille de François de Haynin, seigneur de Wambrechies.
Rameau des seigneurs de Doncq
Ce rameau, issu de celui des seigneurs de la Vallée et de Wavrans, a pour auteur Pierre de Haynin, seigneur de Doncq, fils puîné de Philippe de Haynin, seigneur de la Vallée et de Françoise de Hennin-Liétard, marié 1° à Eléonore de Wazières, 2° à Chrétienne de Farvacques et mort en 1661.
Il finit avec son fils François-Paul de Haynin.
Rameau des seigneurs de Warlaing et de Quérénaing
Ce rameau, issu de celui des seigneurs de Legyes, a pour auteur Antoine de Haynin, mort en 1551 à Cambrai, fils de Colard de Haynin et de sa seconde femme Cornélie d'Avesnes et marié à Antoinette de Curlu, et père de Claude de Hennin, seigneur de Warlaing et de Quérénaing.
Il finit avec Philippe Louis de Haynin, marquis de Quérénaing dont la fille unique épousa octave-Alexandre marquis de Nédonchel.
La Chenaye-Desbois dans son ouvrage : Dictionnaire Généalogique, émet des réserves quant au rattachement de cette famille à la maison de Haynin et écrit : « Cette famille prétend descendre de Haynin-Wambrechies par Innocent auquel on donne jusqu'à vingt enfants... ».
Rameau des seigneurs du Fayt
Ce rameau, issu de celui des seigneurs de Warlaing et de Querenaing, a pour auteur Jacques de Hennin, seigneur des Grand-Fayt et Petit-Fayt et de Corionville, fils de Claude de Haynin et de Julienne Préau, sa seconde femme.
Il finit avec César de Hennin, chevalier par confirmation de Philippe IV en 1659, baron de Bousbeke, seigneur de Courtembecque, mort célibataire en 1678. Le 18 janvier 1659, des lettres de chevalerie sont données à Madrid pour César de Haynin, écuyer, demeurant à Lille, descendant de l'ancienne et noble famille de Haynin. Son père Pierre de Haynin, écuyer, seigneur de Courtembecque, a servi au siège de Louvain et à celui de Lillers en 1635 et 1639, avec trois cavaliers équipés à ses frais. Ferdinand de Haynin, son frère, a servi pendant plus de sept ans, à grands frais, dans l'infanterie espagnole sous Francisco Deca, et est mort au service après s'être signalé au combat de Lens (bataille de Lens), où il a été fait prisonnier et rançonné (délivré contre rançon sans doute) par son dit père après une longue et fâcheuse prison.
Rameau des seigneurs de Corionville
Ce rameau, issu de celui des seigneurs du Fayt, a pour auteur Claude de Haynin, seigneur de Corionville par lettres de relief de 1633. Il était le fils de Jacques de Hennin, seigneur des Grand-Fayt et Petit-Fayt et de Rose Hennuyer. Demeurant à Anvers, il y épousa Sara Peeters.
Il finit avec son fils Jacques de Hennin, seigneur de Corionville, bourgmestre d'Anvers.
Rameau des seigneurs de Talma
Ce rameau, issu de celui des seigneurs de Warlaing et de Querenaing, a pour auteur Jean de Haynin, mort à Cambrai en 1580, fils puîné d'Antoine de Haynin et d'Antoinette de Curlu. Il épousa Marie-Françoise Rosel.
Il finit avec Louis-Charles de Haynin, chevalier par lettres patentes de 1659, seigneur de Barat, gentilhomme et ambassadeur plénipotentiaire du roi d'Espagne, marié à Anne-Marie-Sara de Haynin dame des Grand-Fayt et Petit-Fayt. leur fille Marie-Thérèse épousa en 1690 Philippe-Ignace de La Barre, seigneur d'Erquelines.
« La branche des seigneurs de Barat » est dite « non rattachée » dans la notice généalogique sur la famille de Haynin publiée en 1952 dans le Grand Armorial de France, rédigée à partir des preuves du cabinet  d'Hozier, citant les familles confirmées dans leur noblesse entre 1660 et 1830.
Rameau des seigneurs de Calbreucq
Ce rameau, issu de celui des seigneurs de Warlaing et de Querenaing, a pour auteur Henri de Haynin, fils d' Antoine de Haynin et d'Antoinette de Curlu, marié en 1537 à Marie de Landas. Ils étaient morts en 1575.
Il finit avec Jacques-Maximilien de Hennin, seigneur de Calbreucq, marié en 1761 avec Marie de Maleingreau, décédée en 1782.
Rameau des seigneurs d'Aire
Ce rameau, issu de celui des seigneurs de Calbreucq, a pour auteur Charles de Haynin, seigneur d'Aire, fils puîné de Jean-Baptiste de Hennin, chevalier et de Jeanne du Bus. Il épousa Marie-Anne de Carnin dite Le Boucq. Il eut un petit-fils qui s'établit à Baisieux entre Lille et Tournai dont la postérité n'est pas connue selon Félix-Victor Goethals.
Paul-Armand du Chastel de la Howarderie en donne une descendance subsistante en 1872, de Charles Joseph de Haynin, époux de Marie Rose Trialle, installé à Baisieux, petit-fils de Charles de Haynin et de Marie-Anne de Carnin dite Le Boucq.
Rameau des seigneurs de Pretz
Ce rameau, issu de celui des seigneurs de Calbreucq, a pour auteur Henri de Hennin, fils puîné de Jean-Baptiste de Hennin, chevalier et de Jeanne du Bus. Il épousa Marie Englart.
Il finit avec Louis-Christophe-julien de Haynin, né en 1750.
Rameau des seigneurs de la Haye
Ce rameau, issu de celui des seigneurs de Calbreucq, a pour auteur Charles de Haynin, seigneur de la haye (1610-1679), fils puîné de Jean de Hennin, seigneur de Calbreucq et de Madelaine Wallet, marié en 1632 à Anne Savreux.
Il finit avec Pierre de Haynin, seigneur de la Haye, capitaine au terce du comte de Boussu et de Franquet, marié à Jeanne Carlier et mort en 1691.
Rameau des seigneurs de Martinchamps
Ce rameau, issu de celui des seigneurs de la Haye, a pour auteur Charles de Haynin, seigneur de Martinchamps, né en 1642 fils puîné de Charles de Haynin, seigneur de la haye et de Anne Savreux. Il épousa en 1670 Anne de le Vielleuze dont il n'eut que deux filles.
Rameau de Valenciennes
Ce rameau, issu de celui des seigneurs de Legyes, a pour auteur Nicolas de Haynin, fils cadet de Colard de Hennin et de Cornélie d'Avesnes, sa seconde femme. Il épousa Barbe de Barbaise.
Il finit avec les deux fils et les deux filles d'Henri de Haynin, décédé le 13 octobre 1643 à Valenciennes Saint-Jacques, marié avec Anne Jappin.

### Rameau Hennin de Boussu
Comme mentionné plus haut, ce n'est qu'à partir du milieu du XIXe siècle que des généalogistes, dont Félix-Victor Goethals en 1857, rattachent pour la première fois à la branche cadette du Cornet de la maison de Haynin un rameau dit "Hennin de Boussu", d'où sont issues la famille de Hennin de Boussu Walcourt et la famille des de Haynin de Bry, 
Selon Félix-Victor Goethals, ce rameau a pour auteur Jacques de Hennin, marié en 1645 à Anne Le Caron.
Les généalogistes s'accordent pour rattacher le rameau Hennin de Boussu à Colart de Hennin fils puîné d'Innocent de Hennin (rameau des seigneurs de Legyes, venant du rameau des seigneurs du Cornet et de Frémicourt et appartenant à la branche cadette du Cornet), sans pour autant en donner le même point de rattachement.
Descendance de Jacques de Hennin époux d'Anne Le Caron
Selon Félix-Victor Goethals, Jacques de Hennin fut le père d'autre Jacques de Hennin (1656-1737), échevin de la ville de Cambrai, marié en 1683 à Marguerite-Alphonsine Bourdon. Son petit-fils Pierre-Joseph de Hennin (1687-ca 1776), bourgeois et rentier de Cambrai, greffier du chapitre métropolitain, marié à Marie-Catherine Dupuis fut le père de :
- Prosper de Hennin (1720-1804), licencié en droit et échevin de la ville de Cambrai, marié en 1775 à Philippine Desmanet, dame et héritière de la seigneurie de Boussu-lez-Walcourt. Il est l'auteur de la famille de Hennin de Boussu Walcourt établie en Belgique[68] où elle obtint une concession de noblesse en 1932.
- Louis-Joseph de Hennin (1705-1792), garde notes et garde général des scellées en la ville de Cambrai en 1788, marié 1er en 1734 à Alexandrine Pagniez, 2e à Marie Wattier, d'où Ignace-Dieudonné de Hennin dit de Hennin de Bry, marié en 1767 à Antoinette Lecocq (1740-1814)[71]. Il est l'auteur de la famille des de Haynin de Bry[Note 2], famille française[72] non noble[73].

Le collectif de généalogistes belges Blaise d'Ostende-à-Arlon, dans Noblesse belge d'aujourd'hui (1967) écrit : « Jacques (de Hennin), licencié ès loi et échevin de Cambrai, eut deux fils, Pierre-Joseph, auteur de la branche devenue belge et louis-Joseph, tabellion (...) De Jacques cité plus haut descend non seulement la branche belge mais encore une autre branche ignorée de l'auteur (Thierry de Hennin), branche qui s'illustra à Cambrai en la personne de Louis qui épousa Célestine Lerouge, fille d'un cultivateur. ».
Rattachement à la branche cadette du Cornet par Antoine de Hennin fils de Colart
Selon Félix-Victor Goethals, Jacques de Hennin est le fils de Jean de Haynin, écuyer et de Eléonore de Buirette, et descend de Jean de Hennin, décédé le 8 décembre 1580 à Cambrai, époux de Marie Françoise Rosel, fils d'Antoine et Antoinette Curlu, (rameau des seigneurs de Warlaing et de Querenaing, venant du rameau des seigneurs de Leygies).
Le collectif de généalogistes belges Blaise d'Ostende-à-Arlon, dans Noblesse belge d'aujourd'hui (1967) écrit : « Pratiquement les Hennin-Boussu-Walcourt descendent de Jean, marchand à Cambrai, décédé vers 1580, (rameau des seigneurs de Warlaing et de Querenaing, venant du rameau des seigneurs de Leygies), dont le petit-fils (...) fut père de Jacques, licencié ès loi et échevin de Cambrai (rameau Hennin de Boussu). ».
Rattachement à la branche cadette du Cornet par Alard de Hennin fils de Colart
Jean-François Houtart, dans son ouvrage : Anciennes familles de Belgique (2008), édité par l'Office généalogique et héraldique de Belgique, rattache la famille de Hennin de Boussu Walcourt, issu du rameau Hennin de Boussu, à Alard de Hennin qui passa un contrat de mariage avec Jeanne Godrie devant les échevins de la ville de Cambrai le 11 septembre 1484 (rameau des seigneurs de Leygies).
Selon un manuscrit du XVIIe siècle de Jean de Pitpan de Montauban (1581-1641), conservé à la bibliothèque municipale de Cambrai, Jacques de Hennin est le fils de Richard de Hennin et d'Antoinette Laude, et descend d'Alard de Hennin, époux de Jeanne de Godrie (rameau des seigneurs de Leygies').
Thierry de Hennin de Boussu Walcourt, dans son ouvrage : Les origines et l'ascendance de la maison de Hennin de Boussu Walcourt, donne Jacques de Hennin, comme fils de Richard de Hennin, marié à Antoinette Laude, et descendant d'Alard de Hennin, époux de Jeanne de Godrie (rameau des seigneurs de Leygies).
Pierre Sage, dans un article publié dans le Bulletin de l'Association Généalogique et Historique Flandre-Hainaut, no 133 de mars 2017, donne Jacques de Hennin, comme fils de Richard de Hennin, marié à Antoinette Laude, et lui donne la même ascendance que Jean de Pitpan de Montauban et Thierry de Hennin de Boussu Walcourt, jusqu'à Alard de Hennin, époux de Jeanne de Godrie (rameau des seigneurs de Leygies).
Pierre Sage précise : « Il est possible d’établir sur pièces l’ascendance d’Ernest Prosper de Hennin de Boussu Walcourt (rameau Hennin de Boussu) jusqu’à Innocent de Haynin, seigneur du Cornet et de Frémicourt (rameau des seigneurs du Cornet et de Frémicourt) avec les actes de mariages et les contrats de mariages sauf pour quatre filiations », établies par les actes en références,,,.
Appartenance à la noblesse
Dans l'acte de baptême de Prosper de Hennin, le 24 janvier 1720 à Cambrai, son père Pierre de Hennin, est qualifié de « sieur, franc servant au chapitre de la Métropole », et son épouse de « demoiselle ».
Dans les actes,,, où sont mentionnés Alard de Hennin, époux de Jeanne de Godrie et ses descendants, il n'est mentionné aucune qualification nobiliaire.
Le collectif de généalogistes belges Blaise d'Ostende-à-Arlon, dans Noblesse belge d'aujourd'hui (1967) écrit : « Pratiquement les Hennin-Boussu-Walcourt descendent de Jean, marchand à Cambrai, décédé vers 1580, dont le petit-fils (selon Thierry de Henin) aurait dérogé (et le père marchand, non ?) et fut père de Jacques, licencié ès loi et échevin de Cambrai ».
Ce rameau Hennin de Boussu n'existe pas dans la généalogie de la maison de Haynin donnée en 1774 par La Chenaye-Desbois.
Ce rameau Hennin de Boussu n'est pas mentionné dans la notice généalogique sur la famille de Haynin publiée en 1952 dans le Grand Armorial de France, rédigée à partir des preuves du cabinet d'Hozier, citant les familles confirmées dans leur noblesse entre 1660 et 1830.

## Thèse sur le rattachement de la famille de Hennin de Boussu Walcourt à la maison de Haynin et la contestation de celle-ci

### Anoblissement de La famille de Hennin de Boussu Walcourt

Armes de 1932 à 1958

La famille de Hennin de Boussu Walcourt fut d'abord anoblie en Belgique, en 1932, avec des armoiries totalement distinctes de celles de la maison de Haynin.
Elle fut ensuite admise dans la noblesse belge en 1958 par le Conseil héraldique sur la base d'une sentence de l'Élection d'Artois du 7 juillet 1609, en faveur de Claude de Haynin, dit de Hennin, seigneur de Warlaing et de Querenaing, prévôt de Valenciennes, mort en 1622, et d'un arrêt du Grand Conseil de Malines du 19 janvier 1641, en faveur de Philippe de Haynin, chevalier, seigneur de Wavrans, La Vallée, Rechem, Portingal etc., sentence et arrêt reconnaissant aux deux mentionnés la noblesse et le droit au port des armes pleines de la maison de Haynin (si le rameau dit "Hennin de Boussu", cité par Félix-Victor Goethals, d'où est issue la famille de Hennin de Boussu Walcourt, ne descend pas des deux bénéficiaires, ces derniers, comme le rameau dit "Hennin de Boussu", descendent de Colart de Hennin fils puîné d'Innocent de Hennin). 

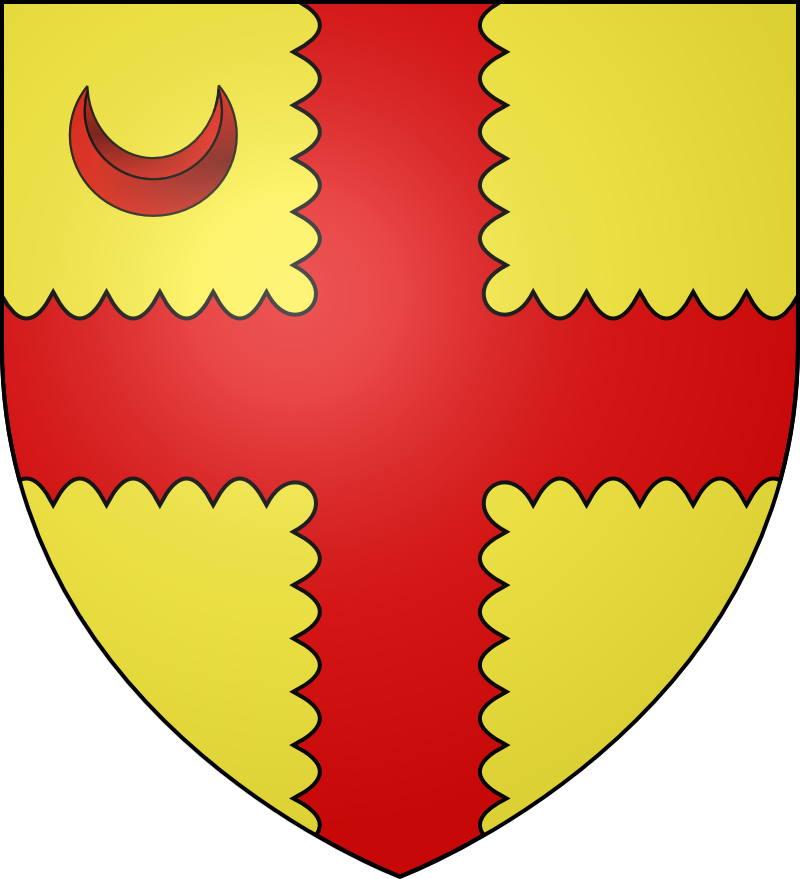
Armes depuis 1958

A l'issue de cette admission, la famille de Hennin de Boussu Walcourt modifia ses armoiries pour s'attribuer les armes pleines de la maison de Haynin, brisées d'un croissant de gueules dans le premier canton. Ces armes étaient celles de Colart de Hennin fils puîné d'Innocent de Hennin (le rameau dit "Hennin de Boussu", cité par Félix-Victor Goethals, d'où est issue la famille de Hennin de Boussu Walcourt, descend de Colart de Hennin fils puîné d'Innocent de Hennin).
Finalement, elle obtint deux reconnaissances de noblesse en Belgique en 1983 et 1984.

### Le point de vue des anciens
La Chenaye-Desbois, Nicolas Viton de Saint-Allais et Félix-Victor Goethals, s'accordent à rattacher à la maison de Haynin, la branche cadette du Cornet, issue d'Aubert de Haynin, époux de Marguerite de Rosimbos, fils puîné d'Étienne dit Brognard de Haynin, seigneur de Haynin et d’Amfroipret et de Marie du Breucq,, :
- Ils produisent l'attestation suivante, passée devant le mayeur et les échevins de la ville de Bavay, le 22 septembre 1705 : « Nous messires François-Philippe baron d'Hamelincourt et Philippe Charles de Haynin baron de Haynin certifions que Messire Ernest Charles André de Haynin, chevalier, seigneur de Cerfontaines, du Cornet, Fremicourt, descend en ligne directe et légitime de la maison de Haynin, de laquelle nous sommes les chefs et faisons la branche aînée, qui lui et ses ancêtres ont toujours été reconnus tels et ont porté les armes pleines de la dite maison de Haynin qui sont à la croix de gueules dentelée sur fond d'or. »[1],[84],[45].
- Ils s'accordent à donner pour ancêtre à Messire Ernest Charles André de Haynin, chevalier, seigneur de Cerfontaines, du Cornet et de Fremicourt[1],[84],[85], Innocent de Haynin, seigneur du Cornet et de Fremicourt[1],[86],[57] (le rameau dit "Hennin de Boussu"[56], cité par Félix-Victor Goethals, d'où est issue la famille de Hennin de Boussu Walcourt, descend également d'Innocent de Hennin, seigneur du Cornet et de Fremicourt[57]).
- Ils s'accordent à donner à Innocent de Haynin, seigneur du Cornet et de Fremicourt[1],[86],[57], la même ascendance jusqu'à Aubert de Haynin , époux de Marguerite de Rosimbos, fils puîné d'Étienne dit Brognard de Haynin, seigneur de Haynin et d’Amfroipret et de Marie du Breucq[1],[83],[19] (ascendance donnée dans le rameau des seigneurs du Cornet et de Frémicourt).

Félix-Victor Goethals écrit sur Aubert de Haynin : « Lambert (Aubert) de Haynin épousa Marguerite de Rosimbos. Bien qu’il semble avoir été frère puîné de Jean, seigneur de Haynin, qui épousa une fille de Pottes, il fit que les aînés de la branche, à laquelle il donna commencement, ont toujours porté, comme ils portent encore, les armes pleines de la Maison, avec cette différence néanmoins, qu’ils ont pris un griffon pour cimier, où les seigneurs de Haynin ont usé, comme ils usent de Rosimbos encore à présent, de deux pieds de cerf. Au reste la branche formée par Aubert ainsi que toute sa descendance mâle a été prouvée, à deux différentes reprises, par-devant le Conseil d’Artois et le grand-conseil de Malines. Ces deux arrêts prononcés par des autorités aussi compétentes sont nos principaux guides. ».

### Le point de vue des modernes
Des généalogistes contemporains, comme Frédéric Collon, le collectif de généalogistes Blaise d'Ostende-à-Arlon ou encore Jean-François Houtart, émettent des réserves ou rejettent ce rattachement de la famille de Hennin de Boussu Walcourt à la maison de Haynin :
- Frédéric Collon écrit dans l´Intermédiaire des généalogistes (1962) édité par le Service de centralisation des études généalogiques et démographiques de Belgique (SGCD) : « La communauté d’origine n’a été prouvée que par des indices onomastique et héraldiques insuffisants. Il faudrait que l’auteur (Thierry de B. de W.) nous apporte, ce qui n’a pas été fait, la preuve documentaire sur originaux que les de H. de B. W. sont les mêmes que les Haynin-Wambrechies »[87].
- Le collectif de généalogistes belges Blaise d'Ostende-à-Arlon, dans Noblesse belge d'aujourd'hui (1967), émet des réserves sur le rattachement, fait par Thierry Hennin de Boussu Walcourt, de sa famille à la maison de Haynin, et écrit : « Un ouvrage écrit par un membre de cette famille : Thierry de Hennin de Boussu Walcourt Les origines et l'ascendance de la maison de Hennin de Boussu Walcourt et utilisé lors de l'admission de cette famille dans la noblesse belge fait remonter cette famille à l'illustre maison de Haynin. Cette thèse n'a été appuyée d'aucunes publications ultérieures par un organisme sérieux tel l'Office généalogique et héraldique de Belgique (OGHB) ou le Service de centralisation des études généalogiques et démographiques de Belgique [archive] (SGCD). »[74].
- Jean-François Houtart, dans son ouvrage : Anciennes familles de Belgique (2008), édité par l'Office généalogique et héraldique de Belgique, conteste ce rattachement et écrit à ce sujet : « En 1957, le Conseil héraldique s'est laissé abuser en accordant une admission dans la noblesse belge à plusieurs membres de cette famille sur base d'une sentence de l'Élection d'Artois de 1609 - confirmée par le Grand conseil de Malines en 1641 - rattachant indûment la présente famille à la maison noble des Haynin du comté de Hainaut ». Jean-François Houtart donne pour ancêtre le plus lointain à cette famille Alard de Hennin[58], qui passa un contrat de mariage avec Jeanne Godrie devant les échevins de la ville de Cambrai, le 11 septembre 1484[75].

Pierre Sage, généalogiste et membre de l'Association Généalogique Flandres Hainaut (A.G.F.H.), est en désaccord avec les auteurs précédents :
- Il écrit dans le Bulletin de l'Association Généalogique et Historique Flandre-Hainaut (mars 2017) : « Il est possible d’établir sur pièces l’ascendance d’Ernest Prosper de Hennin de Boussu-Walcourt[68] jusqu’à Innocent de Haynin, seigneur du Cornet et de Frémicourt[1],[86],[57]. C’est donc l’ascendance d’Innocent de Haynin (ascendance donnée dans le rameau des seigneurs du Cornet et de Frémicourt) vers les de « Haynin-Wambrechies » (c’est-à-dire le rattachement de la branche cadette du Cornet à la Maison de Haynin), que remet en cause Frédéric Collon.».
- Il ajoute : « L’analyse de Frédéric Collon, met bien en évidence cette confusion entre les familles de Hennin et de Herin, faite par plusieurs généalogistes, en ce qui concerne les épouses, mais, comme nous venons de le voir, cela ne remet pas pour autant en cause, comme il le suggère (Antoine de Haynin[1],[83],[19], fils d’Aubert et de Marguerite de Rosimbos, n’a sans doute jamais existé), l’ascendance masculine donnée pour Innocent de Haynin[1],[86],[57] par la plupart des généalogistes (ascendance donnée dans le rameau des seigneurs du Cornet et de Frémicourt). ».
- Il conclut : « A la vue des éléments en notre possession, Il n’y a pas de raisons sérieuses (convaincantes) de mettre en doute le rattachement de la famille des de Hennin de Boussu Walcourt à la maison de Haynin, même si nous n’avons plus les pièces justificatives des filiations les plus anciennes (c'est-à-dire les pièces justificatives pour l'ascendance d'Innocent de Haynin). »[60].

## Héraldisme

### Armes

Armes pleines de la maison de Haynin

Armes pleines : D'or, à la croix engrêlée de gueules.
Le douzième volume de l’Armorial général de France, dressé en vertu de l'édit de 1696, par Charles d’Hozier, consacré aux Flandres, et le vingt-sixième volume, consacré à la Picardie, recensent différents blasons dont les attributaires sont Haynin, Hainin ou Hennin et qui sont répertoriés ci-dessous.
Tous les attributaires sont cités par Félix-Victor Goethals, Casimir de Sars de Solmont ou Jean de Pitpan de Montauban, et appartiennent aux rameaux indiqués ci-dessous.  

### Blasons
Bonne Françoise de Haynin mariée par contrat passé à Lille de 29 octobre 1661 à Michel de Keyssel (rameau des seigneurs de Haynin et de Wambrechies).
| Armes de Bonne François de Haynin, femme de Michel de Keyssel, seigneur de Watignies - Lesquin | Flandres Page 207 | Bonne Françoise de Haynin, femme de Michel de Keyssel, seigneur de Watignies - Lesquin |

Joseph de Haynin, baron de Haynin et d'Hamelincourt, seigneur de Wambrechies mort à Maubeuge en 1711 (rameau des seigneurs de Haynin et de Wambrechies).
| Armes de Joseph de Haynin, baron du dit lieu | Flandres Page 311 | Joseph de Haynin, baron du dit lieu |

Jeanne de Haynin fille de Philippe de Haynin, seigneur du Maisnil, et d'Adrienne Jeanne de Varennes, épouse de Guillaume de Wagnon (rameau des seigneurs du Maisnil).
| Armes de Marie Jeanne de Haynin, veuve de Guillaume de Wagnon, écuyer seigneur de la Marliére | Flandres Page 165 | Marie Jeanne de Haynin, veuve de Guillaume de Wagnon, écuyer seigneur de la Marliére |

Marie Catherine Emmanuelle de la Biche, dame de Cerfontaine, épouse d'Ernest de Haynin, seigneur du Cornet et de Frémicourt (rameau des seigneurs du Cornet et de Frémicourt).
| Armes de Marie Catherine de la Biche, veuve d'Ernest de Haynin, seigneur de Cerfontaine | Flandres Page 684 | Marie Catherine de la Biche, veuve d'Ernest de Haynin, seigneur de Cerfontaine |

Laurent de Hennin, chanoine de Sainte Croix, est, selon Jean de Pitpan de Montauban, un descendant d'Alard de Haynin (rameau des seigneurs de Leygies).
| Armes de Laurent de Hennin, chanoine de Sainte Croix à Cambrai | Flandres Page 691 | Laurent de Hennin, chanoine de Sainte Croix à Cambrai |

Philippe Albert de Haynin, seigneur de Wavrans, fils de Philippe François et de Marie Philipotte de Haynin (rameau des seigneurs de la Vallée et de Wavrans).
| Armes de Philippe Albert de Haynin, Écuyer Seigneur de Wavrans | Picardie Page 435 | Philippe Albert de Haynin, Écuyer Seigneur de Wavrans |

Jacques Philippe de Hayinin, seigneur de la baronnie de Quérénaing et de la Motte épousa Marie Adrienne Thérèse de Lens (rameau des seigneurs de Warlaing et de Quérénaing).
| Armes de Jacques Philippe de Hayinin, seigneur de Quérénaing | Flandres Page 146 | Jacques Philippe de Hayinin, seigneur de Quérénaing époux de Marie Adrienne Thérèse de Lens |

Philippe Louis de Haynin, marquis de Quérénaing épousa Marie Madeleine Damman (rameau des seigneurs de Warlaing et de Quérénaing).
| Armes de Philippe Louis de Haynin, marquis de Quérénaing et Warlaing, seigneur d’Artre | Flandres Page 515 | Philippe Louis de Haynin, marquis de Quérénaing et Warlaing, seigneur d'Artre époux de Marie Madeleine Charlotte Damman |

Anne de Haynin, fille de Pierre et de Marie de Groot, épouse par contrat du 29 janvier 1658 à Tournai, Guillaume le Vaillant Waudripont (rameau des seigneurs du Fayt).
| Anne de Haynin, femme de Guillaume le Vaillant Waudripont, baron de Bousbecque | Flandres Page 310 | Anne de Haynin, femme de Guillaume le Vaillant Waudripont, baron de Bousbecque |

Antoine de Haynin, seigneur de Neuville (rameau des seigneurs du Fayt).
| Armes de Antoine de Haynin, écuyer seigneur de Neuville | Flandres Page 182 | Antoine de Haynin, écuyer seigneur de Neuville, Hélène Alatruye sa veuve |

Louis Charles de Haynin, chevalier par lettre patente de 1659, seigneur de Barat, il épousa Anne Marie Sara de Haynin (rameau des seigneurs de Talma).
| Armes de Louis Charles de Haynin, seigneur de Barat | Flandres Page 208 | Louis Charles de Haynin, seigneur de Barat, époux d'Anne Marie Sara de Haynin |

Marie Jeanne Thérèse de Haynin, dite Barat, dame des grand et petit-Fayt, se maria le 28 septembre 1690 avec Philippe-Ignace de la Barre (rameau des seigneurs de Talma).
| Armes de Marie Jeanne Thérèse de Haynin, femme de Philippe-Ignace de la Barre, écuyer seigneur d'Erquelinne | Flandres Page 186 | Marie Jeanne Thérèse de Haynin, femme de Philippe-Ignace de la Barre, écuyer seigneur d'Erquelinne |

Marie-Joseph de Haynin, fille d'Antoine et de Marie Catherine Spriermont, a épousé par contrat du 29 mai 1638 Octave Alexandre de Bryas. Selon Casimir de Sars de Solmont, Antoine de Haynin, époux de Marie Catherine Spriermont, a épousé en premières noces Marie Madeleine Helduiere, qui est, selon Goethals, le fils d'Antoine de Haynin et de Françoise Ballicq (rameau des seigneurs de Talma).
| Armes de Marie-Joseph de Haynin, veuve d’Octave Alexandre de Bryas | Flandres Page 145 | Marie-Joseph de Haynin, veuve d’Octave Alexandre de Bryas |

Michel de Haynin, chanoine de Saint Pierre à Lille (rameau des seigneurs de Calbreucq).
| Armes de Michel de Haynin, écuyer seigneur de Layens, chanoine de la Collégiale de St Pierre | Flandres Page 314 | Michel de Haynin, écuyer seigneur de Layens, chanoine de la Collégiale de St Pierre |

Christine de Haynin et Jean-Baptiste de Haynin, seigneur de Breuze, capitaine au service de Louis XIV selon Félix-Victor Goethals, ont eu une fille, Anne Marie Christine, née le 15 décembre 1689 à Lille Saint-André, dont le parrain est Michel de HAYNIN, seigneur de Layens (rameau des seigneurs de Calbreucq).
| Armes de Christine de Haynin, femme de Jean-Baptiste de Haynin, écuyer seigneur de Breuze | Flandres Page 196 | Christine de Haynin, femme de Jean-Baptiste de Haynin, écuyer seigneur de Breuze |

Jean Baptiste de Haynin, seigneur de Breuze, capitaine au service de Louis XIV selon Félix-Victor Goethals (rameau des seigneurs de Calbreucq).
| Armes de Jean-Baptiste de Haynin, écuyer seigneur de Breuze | Flandres Page 196 | Jean-Baptiste de Haynin, écuyer seigneur de Breuze, époux de Christine de Haynin |

Charles de Haynin, seigneur d'Aire, époux de Marie Anne de Carnin dite le Boucq (Rameau des seigneurs d'Aire).
| Armes de Charles de Haynin, écuyer | Flandres Page 361 | Charles de Haynin, écuyer époux de Marie le Bouk dit Carnin |

Henri de Haynin, chevalier (rameau des seigneurs de Pretz).
| Armes de Henry de Haynin, écuyer | Flandres Page 361 | Henry de Haynin, écuyer |

## Personnalités
Premières générations de la maison de Haynin
- Wauthier (Wathier, Waltier, Gossuin) dit Brognard de Haynin, seigneur de Haynin, grand Bailli du Hainaut en 1305 et 1313, marié à Isabeau de Bousies[7],[8],

Branche ainée d'Amfroipret et de Wambrechies
Rameau des seigneurs de Haynin et d'Amfroipret :
- Pierre de Haynin, seigneur de Haynin, d’Amfroipret, de Louvignies, de Bettrechies, de Gussignies et du Breucq, grand bailli du Hainaut en 1408, marié à Jeanne du Chastel de la Howarderie, décédé en 1431. Il fait bâtir le château de Haynin[3],[7] ,[8],
- Jean de Haynin (-1425), échanson du dauphin de France, marié à Jeanne de la Bouverie [3],
- Jean de Haynin (1425-1495), seigneur de Haynin et de Louvignies, marié à Marie de Roisin, fixe sa demeure au château de Haynin, auteur de mémoires rédigés entre 1465 et 1477 (Bibliothèque Royale de Bruxelles II 2545) et publiés en 1842 [3],[7] ,[8],
- Philippe de Haynin (-1517), conseiller et chambellan de Philippe le Bel et Charles Quint [3],[8],
- Philippe de Haynin (-1538), maître d'hôtel de Philippe archiduc d'Autriche, marié en 1526 à Claire de Croix[3],[7] ,[8],

Rameau des seigneurs de Haynin et de Wambrechies
- Marguerite de Haynin, abbesse du chapitre noble de Nivelles en 1604 et à ce titre princesse du Saint-Empire [3],[7] ,[8],
- Robert de Haynin, dixième évêque de Bruges en 1662[3],[7].

Branche cadette du Cornet
Rameau des seigneurs du Cornet et de Frémicourt :
- Louis de Haynin, seigneur du Cornet et de Frémicourt, auteur de plusieurs ouvrages sur la Wallonie de 1621 à 1628[3],[7],[8].

Rameau des seigneurs de Warlaing et de Querenaing :
- Claude de Hennin, seigneur de Querenaing, bourgeois de Cambrai, fondateur le 14 janvier 1574 de l’hospice des vieux hommes de Saint-Paul à Cambrai[96].
- Antoine de Haynin, évêque d’Ypres de 1614 à 1626, fondateur du séminaire de théologie de Douai[3],[8].

Rameau Hennin de Boussu :
- Philippe-Robert de Hennin de Boussu Walcourt, auteur de 4 monographies sur la famille de Haynin publiées entre 2005 et 2012 (voir la biographie ci-dessous).
- Eric de Haynin de Bry[Note 4], auteur de l'ouvrage Louis de Rohan : Le Cardinal Collier , Paris, Perrin, 1997, 355 p. et de l'ouvrage La Crosse & l'Épée : Histoire des princes et évêques de Strasbourg, Bernardswiller, I.D. l'Édition, 2020, 192 p.